# ليسولو
ليسولو هي بلدية في مدينة تورينو الحضرية في منطقة بيدمونت الايطالية ، وتقع على بعد قرابة 45 كيلومتر (28 ميل) شمال مدينة تورينو .
Lessolo تحدَها البلديات التالية: Brosso ، Borgofranco دي إيفرية ، مونتالتو دورا ، أليس سوبريور ، فيكو كانافيزي ، و فيورانو كانافيزي .